# Cuộc chiến đa vũ trụ
Cuộc chiến đa vũ trụ (tựa gốc tiếng Anh: Everything Everywhere All at Once; viết tắt: EEAAO) là một bộ phim điện ảnh thuộc thể loại hài - hành động - chính kịch của Mỹ ra mắt năm 2022 do Daniel Kwan và Daniel Scheinert (thường được gọi chung là "Daniels") viết kịch bản, đạo diễn và đồng sản xuất với anh em nhà Russo. Bộ phim có sự góp mặt của Dương Tử Quỳnh trong vai nữ chính, một người phụ nữ người Mỹ gốc Hoa bị kiểm toán bởi Sở Thuế vụ phát hiện cô phải liên kết với những phiên bản của cô trong vũ trụ song song để ngăn một sinh linh đang phá hủy đa vũ trụ. Các diễn viên Hứa Vĩ Luân, Quan Kế Huy, Jenny Slate, Harry Shum, Jr., Ngô Hán Chương, và Jamie Lee Curtis tham gia đóng vai phụ. Bộ phim được gọi là một "vòng xoáy bất tuân thể loại" và mang những yếu tố của hài đen, khoa học viễn tưởng, kỳ ảo, phim chưởng và hoạt hình.
Kwan và Scheinert nghiên cứu ý tưởng đa vũ trụ từ những năm 2010 và bắt đầu biên kịch từ năm 2016. Bộ phim ban đầu được viết cho Thành Long, nhưng sau vai chính được đổi sang cho Tử Quỳnh. Phim bắt đầu quay vào tháng 1 năm 2020 và hoàn tất vào tháng 3 khi mà đại dịch COVID-19 xuất hiện ở Hoa Kỳ. Nhạc phim được sáng tác bởi Son Lux, cùng với các nhạc sĩ Mitski, David Byrne, André 3000, và Randy Newman.
Cuộc chiến đa vũ trụ được trình chiếu lần đầu tại sự kiện South by Southwest ngày 11 tháng 3 năm 2022 và được công chiếu ở Hoa Kỳ từ ngày 25 tháng 3, trước khi được hãng A24 phát hành rộng rãi vào ngày 8 tháng 4 và tại Việt Nam vào ngày 24 tháng 6 cùng năm. Bộ phim nhận được lời khen ngợi kịch liệt của giới phê bình đánh giá cao trí tưởng tượng, đạo diễn, diễn xuất của Tử Quỳnh, Kế Huy, Vĩ Luân và Curtis và cách thực hiện những chủ đề như chủ nghĩa hiện sinh, thuyết hư vô, và căn tính của người Mỹ gốc Á. Bộ phim đã thu về 104 triệu USD trên toàn thế giới, vượt qua Hereditary (2018) để trở thành phim có doanh thu cao nhất của A24 từ trước đến nay. 
Cuộc chiến đa vũ trụ là bộ phim được trao nhiều giải thưởng nhất trong lịch sử điện ảnh. Bộ phim đã nhận được vô số giải thưởng, trong đó có 11 đề cử tại Giải Oscar lần thứ 95 và thắng 7 Giải Oscar, bao gồm Phim hay nhất, Đạo diễn xuất sắc nhất, Nữ diễn viên chính xuất sắc nhất (Tử Quỳnh), Nam diễn viên phụ xuất sắc nhất (Kế Huy), Nữ diễn viên phụ xuất sắc nhất (Curtis), Biên tập phim xuất sắc nhất, và Kịch bản gốc xuất sắc nhất. Bộ phim cũng đã giành được hai Giải Quả cầu vàng, năm Giải Hiệp hội Phê bình Phim Phát sóng (bao gồm Phim hay nhất), một Giải BAFTA, bốn Giải Nghiệp đoàn Diễn viên Màn ảnh (bao gồm Dàn diễn viên xuất sắc nhất) và bảy Giải Tinh thần độc lập (bao gồm Phim hay nhất). Đây là một trong năm bộ phim trong lịch sử giành được cùng lúc bốn giải thưởng lớn của các hiệp hội điện ảnh. 

## Nội dung
Bộ phim xoay quanh Evelyn Wang (Dương Tử Quỳnh), một phụ nữ Trung Quốc nhập cư, là chủ cửa hiệu giặt ủi gặp nhiều vấn đề trong cuộc sống. Trong lần gặp nhân viên thuế Deirdre Beaubeirdre (Jamie Lee Curtis) để giải quyết tài chính, Evelyn vô tình gặp một phiên bản khác của chồng Waymond (Quan Kế Huy) từ vũ trụ Alpha. Anh nói cô là phiên bản Evelyn duy nhất có thể ngăn chặn Jobu Topaki, ác nhân đang muốn phá hủy sự yên bình của đa vũ trụ. Evelyn phải học cách đi xuyên các thế giới, vận dụng mọi kỹ năng mà những phiên bản khác đang có để chống lại cái ác.

## Diễn viên
- Dương Tử Quỳnh trong vai Evelyn Quan Wang, một chủ cửa tiệm giặt ủi bị bất mãn và choáng ngợp
- Stephanie Hsu trong vai Joy Wang / Jobu Tupaki, con gái của Evelyn và Waymond và là mối nguy tới đa vũ trụ
- Quan Kế Huy trong vai Waymond Wang, người chồng hiền lành và kỳ quặc của Evelyn
- Jenny Slate trong vai Debbie the Dog Mom / "Big Nose", một khách hàng của cửa tiệm giặt ủi
  - Tên gọi ban đầu của nhân vật ("Mũi to") được đổi khi bộ phim được phát hành trực tuyến bởi mối liên hệ với khuôn mẫu Do Thái.[9]
- Harry Shum Jr. trong vai Chad, một đầu bếp teppanyaki làm việc cùng Evelyn trong một vũ trụ song song
- James Hong trong vai Công Công (tiếng Trung 公公, "ông ngoại"),[10] người cha chuyên đòi hỏi của Evelyn
- Jamie Lee Curtis trong vai Deirdre Beaubeirdre, một thanh tra Sở Thuế vụ

Ngoài ra, Tallie Medel xuất hiện trong vai Becky Sregor, bạn gái của Joy; Biff Wiff xuất hiện trong vai Rick, một khách hàng giặt ủi; Sunita Mani xuất hiện trong vai Nữ hoàng Ca nhạc TV; Aaron Lazar xuất hiện trong vai Chiến binh Ca nhạc TV; Audrey Wasilewski và Peter Banifaz xuất hiện trong vai Sĩ quan Alpha RV; Daniel Scheinert xuất hiện trong vai Giám đốc Khu vực; và Andy Le cùng Brian Le xuất hiện trong vai Alpha Trophy Jumpers.
Randy Newman, người từng lồng tiếng cho chín bộ phim hoạt hình Disney–Pixar, lồng tiếng không được danh đề cho Raccacoonie, chí bộ phim hoạt hình Ratatouille (2007) của Pixar; anh được đề tên cho bài "Now We're Cookin'". Dan Kwan cameo trong vai một người đàn ông bị hút vào chiếc bánh mì vòng.

## Chủ đề
Everything Everywhere All at Once kết hợp các yếu tố từ nhiều thể loại khác nhau, bao gồm hài đen, khoa học viễn tưởng, kỳ ảo, phim chưởng và hoạt hình. A. O. Scott của tờ The New York Times miêu tả bộ phim như một "vòng xoáy bất tuân thể loại", viết rằng "tuy những phân đoạn hành động hoạt náo và những câu thoại khoa học viễn tưởng ngớ ngẩn chiếm phần lớn cái vui (và cái quảng bá), chúng chẳng phải điểm chính của bộ phim. [Bộ phim là] một chính kịch gia đình bi hài, một vở hài hôn nhân, một câu chuyện nỗ lực của người nhập cư và một bản tình ca mẫu tử đầy đau thương."
Bộ phim khám phá chủ đề ý nghĩa cuộc sống và thuyết hư vô; theo Charles Bramesco của The Guardian: "Chiếc bánh mì vong diệt vong siết chặt lên con gái của Evelyn như một lời tuyên bố điện ảnh rằng không có gì tồi tệ hơn việc thả mình vào sự hư vô quá đỗi phổ biến với những thế hệ trẻ. Lời khẩn cầu duy nhất là ôm lấy mọi tình yêu và cái đẹp quanh ta, nhưng chỉ khi chúng ta hiện diện để thấy nó." Sự hư vô này cũng được khám qua qua căn tính người Mỹ gốc Á. Anne Anlin Cheng trong tờ The Washington Post viết, "Đa vũ trụ không chỉ là một ẩn dụ cho cuộc sống người Mỹ gốc Á nhập cư hay một ngụ ngôn tiện lợi cho sự mất định hướng và chia xé tính cách mà những công dân thiểu số (ví dụ người Mỹ gốc Á) phải gánh chịu, bao gồm văn hóa LGBT. Nó cũng trở thành một công cụ để đối mặt và điều giải sự bi quan châu Á," một từ ám chỉ sự bi quan châu Phi.
Clint Worthington của tờ Consequence viết, "với tất cả sự lố bịch dada và nhịp phim như chớp mắt, Daniels đan xen những khả năng hỗn loạn của đa vũ trụ vào một câu chuyện mạch lạc khắc họa cái đau và nhức nhối của những quãng đời không được trải qua, và khao khát tạo ra ý nghĩa của bản thân trong một vũ trụ hư vô." Về cách thức hoạt động của Jobu Tupaki, Worthington ghi nhận "sự mâu thuẫn sống mà chiếc bánh vòng thập cẩm đại diện: nếu bạn cho mọi thứ lên chiếc bánh vòng, liệu còn lại thứ gì nữa? Và nếu bạn đã trải qua mọi thứ mà đa vũ trụ có, liệu còn ý nghĩa gì nữa không?"

## Đón nhận

### Giải thưởng
| Giải thưởng                                           | Hạng mục                         | Người nhận                        | Kết quả   | Tham khảo |
| ----------------------------------------------------- | -------------------------------- | --------------------------------- | --------- | --------- |
| Giải thưởng Phim Giữa mùa Hiệp hội Phê bình Hollywood | Phim xuất sắc nhất               | Everything Everywhere All at Once | Đoạt giải | [ 18 ]    |
| Giải thưởng Phim Giữa mùa Hiệp hội Phê bình Hollywood | Đạo diễn xuất sắc nhất           | Daniel Kwan và Daniel Scheinert   | Đoạt giải | [ 18 ]    |
| Giải thưởng Phim Giữa mùa Hiệp hội Phê bình Hollywood | Nữ diễn viên xuất sắc nhất       | Michelle Yeoh                     | Đoạt giải | [ 18 ]    |
| Giải thưởng Phim Giữa mùa Hiệp hội Phê bình Hollywood | Nam diễn viên phụ xuất sắc nhất  | Quan Kế Huy                       | Đoạt giải | [ 18 ]    |
| Giải thưởng Phim Giữa mùa Hiệp hội Phê bình Hollywood | Nữ diễn viên phụ xuất sắc nhất   | Jamie Lee Curtis                  | Đề cử     | [ 18 ]    |
| Giải thưởng Phim Giữa mùa Hiệp hội Phê bình Hollywood | Nữ diễn viên phụ xuất sắc nhất   | Stephanie Hsu                     | Đoạt giải | [ 18 ]    |
| Giải thưởng Phim Giữa mùa Hiệp hội Phê bình Hollywood | Kịch bản xuất sắc nhất           | Daniel Kwan và Daniel Scheinert   | Đoạt giải | [ 18 ]    |
| Giải thưởng Phim Giữa mùa Hiệp hội Phê bình Hollywood | Phim Indie xuất sắc nhất         | Everything Everywhere All at Once | Đoạt giải | [ 18 ]    |
| Oscar 2023                                            | Phim xuất sắc nhất               | Everything Everywhere All at Once | Đoạt giải | [ 19 ]    |
| Oscar 2023                                            | Đạo diễn xuất sắc nhất           | Daniel Kwan và Daniel Scheinert   | Đoạt giải | [ 19 ]    |
| Oscar 2023                                            | Nữ diễn viên phụ xuất sắc nhất   | Jamie Lee Curtis                  | Đoạt giải | [ 19 ]    |
| Oscar 2023                                            | Nam diễn viên phụ xuất sắc nhất  | Quan Kế Huy                       | Đoạt giải | [ 19 ]    |
| Oscar 2023                                            | Nữ diễn viên chính xuất sắc nhất | Dương Tử Quỳnh                    | Đoạt giải | [ 19 ]    |
| Oscar 2023                                            | Kịch bản xuất sắc                | Daniel Kwan và Daniel Scheinert   | Đoạt giải | [ 19 ]    |
| Oscar 2023                                            | Dựng phim xuất sắc               | Paul Rogers                       | Đoạt giải | [ 19 ]    |
| Oscar 2023                                            | Quay phim xuất sắc               | Larkin Seiple                     | Đoạt giải | [ 19 ]    |